# 百子里
百子里（舊稱），是香港島中環的一條後街掘頭路，屬一非行車「前小路後圍坊」式平台街道。百子里位於結志街與鴨巴甸街交界的南面，起於結志街，終接三家里。百子里的附近是斜坡路，而它是一塊平台。百子里平台上現存有一幢舊樓，名為百子樓。百子里的其他面積是政府官地皮，周邊也有些唐舊樓包圍，成為天井的地形。走大街的行人很少留意百子里這處的地方。

## 中環百子里活化細節
市區重建局耗資約4,000萬港元負責活化項目，於2011年10月中竣工，同年年底開幕。公園3個主題區域，面積達17,000平方呎，建築師為呂元祥建築師事務所，由康樂及文化事務署管理。

## 歷史
在百子里平台上有一個孫中山史蹟徑景點站，它說這裡是輔仁文社的原址，在1892年由楊衢雲和謝纘泰所創立，本來是民營教育機構，不過那裡的師生常談論中國政治、研究革命，終於成立了香港興中會，他們成為核心成員，包括孫中山。

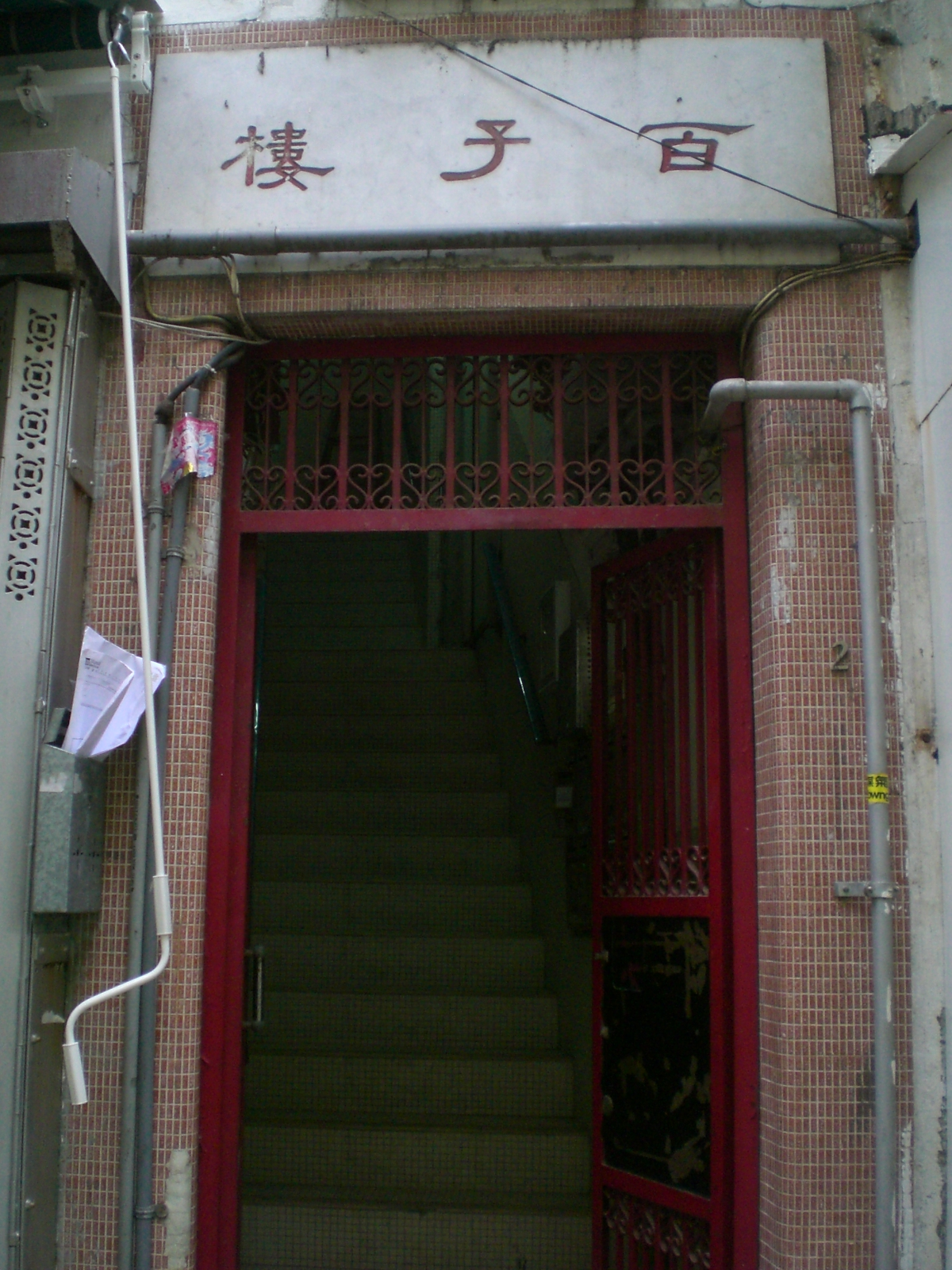
百子樓
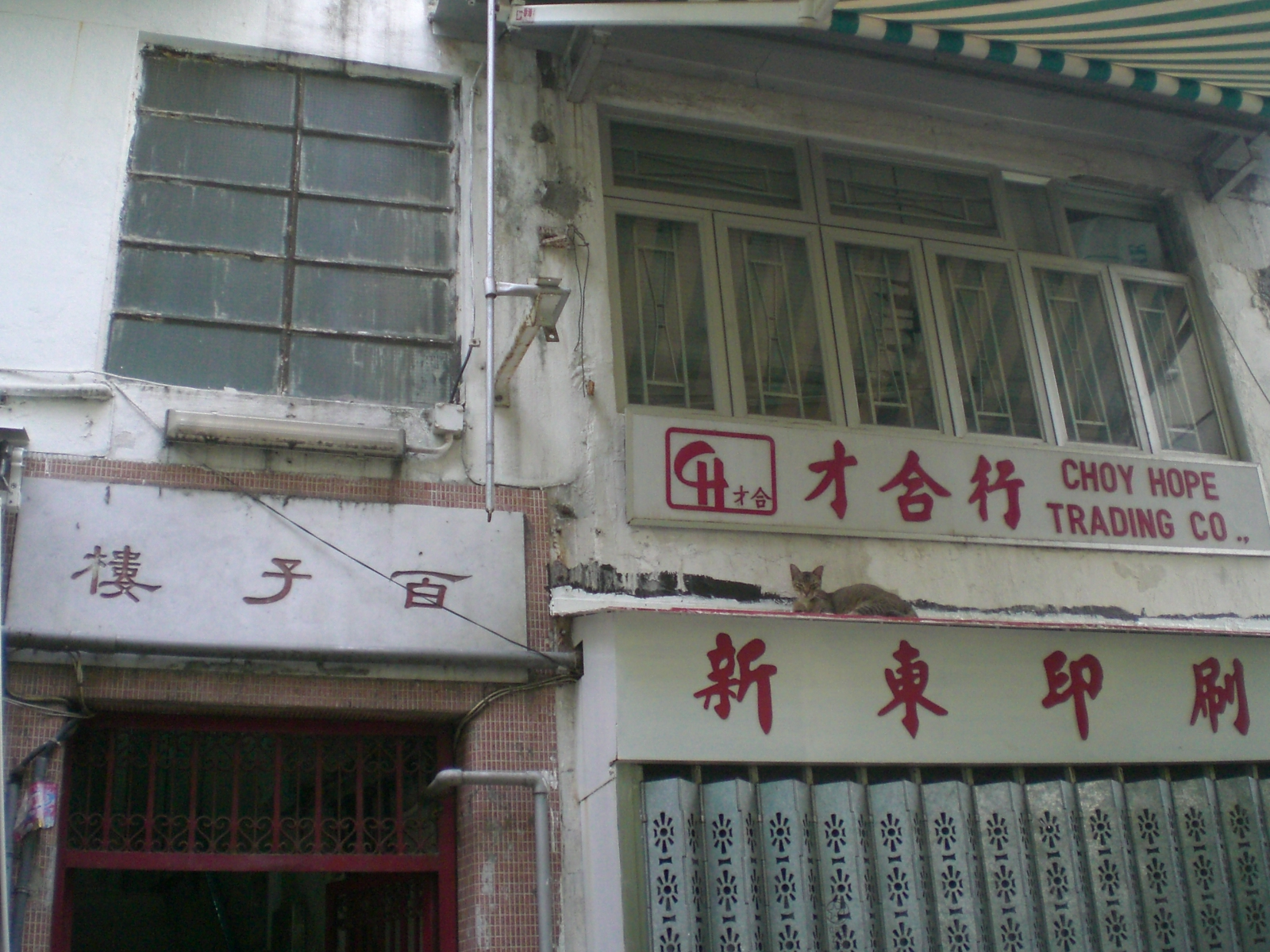
百子樓
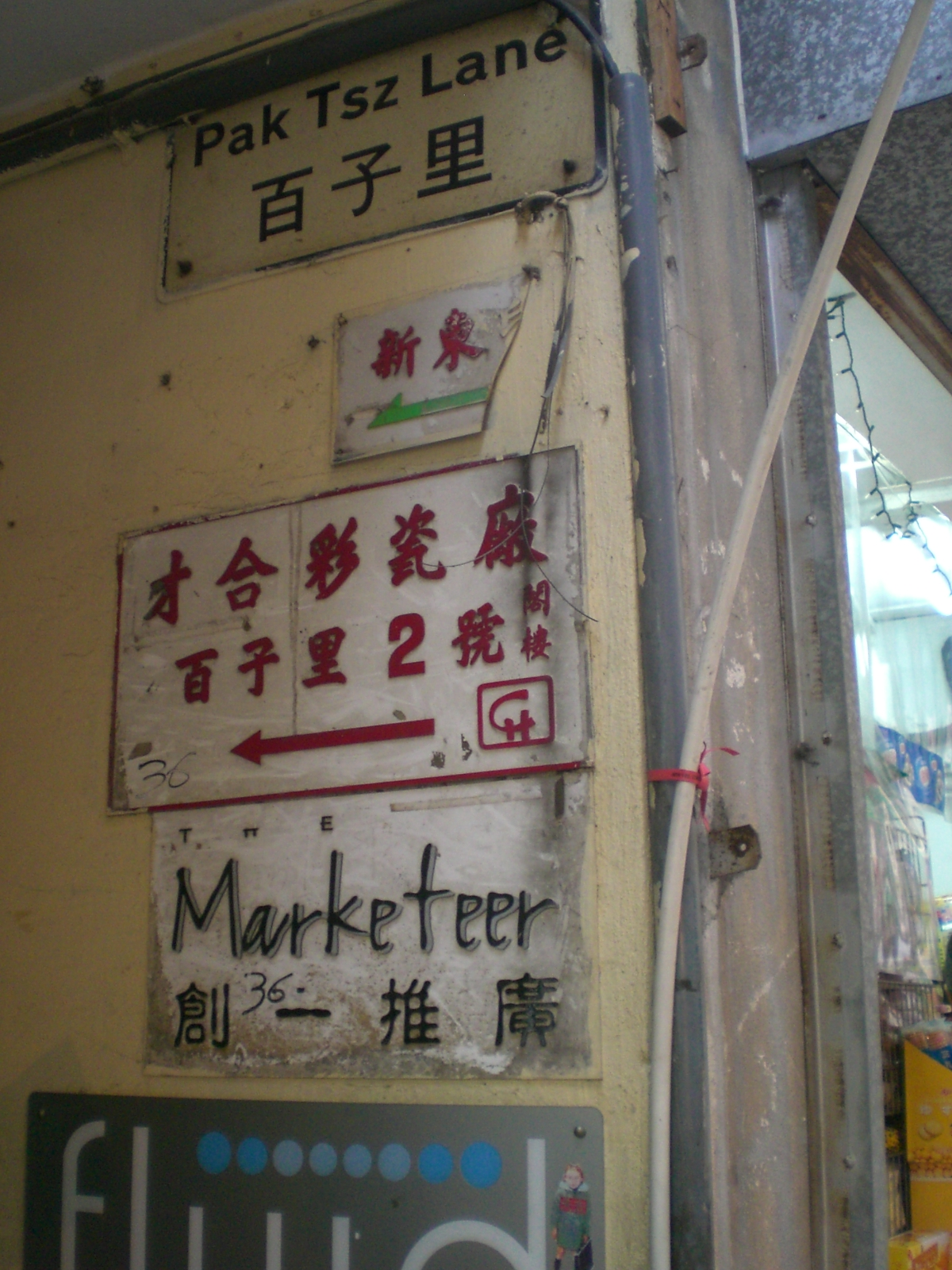
百子里結志街入口
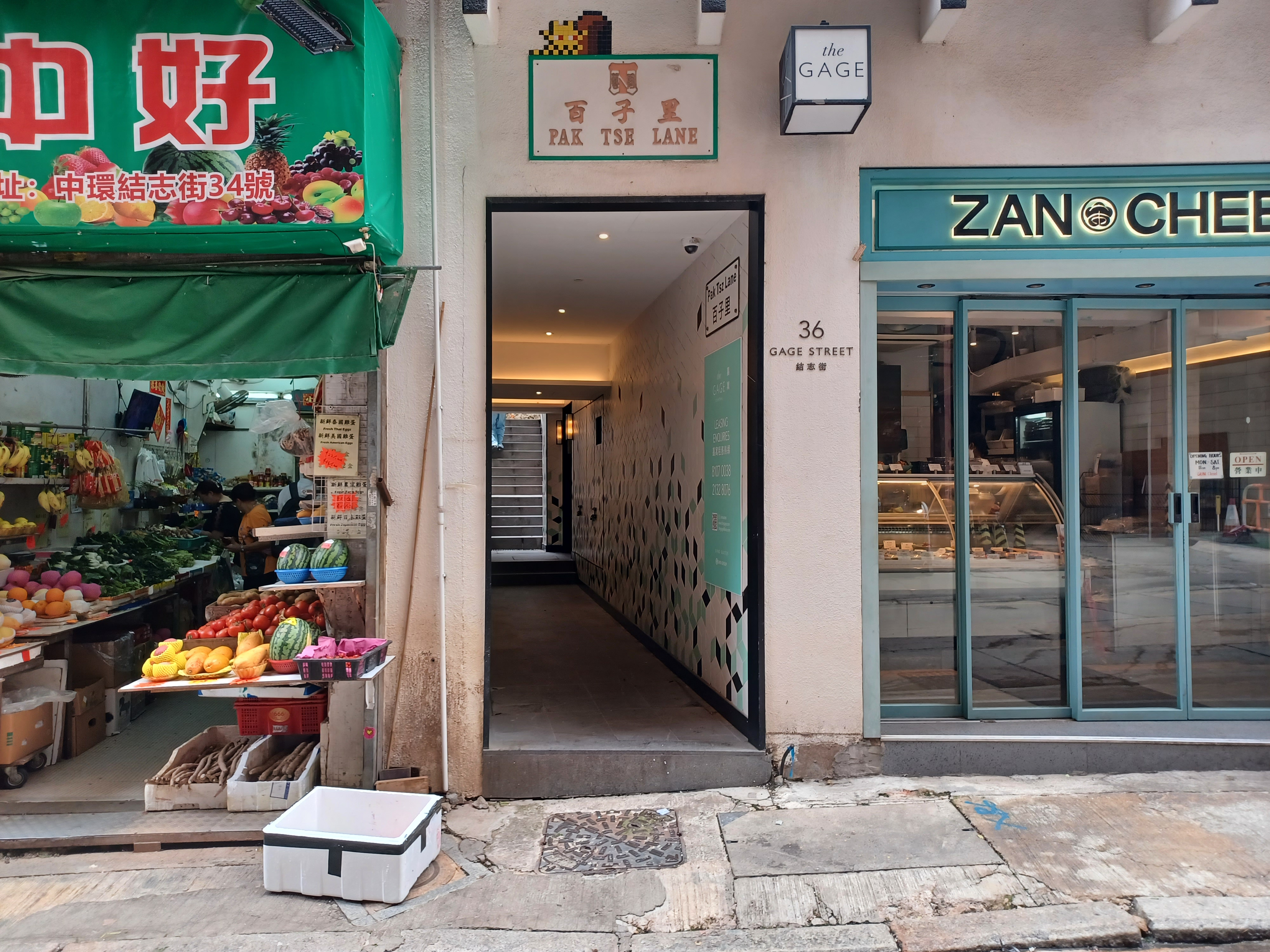
百子里結志街入口在近年完成翻新
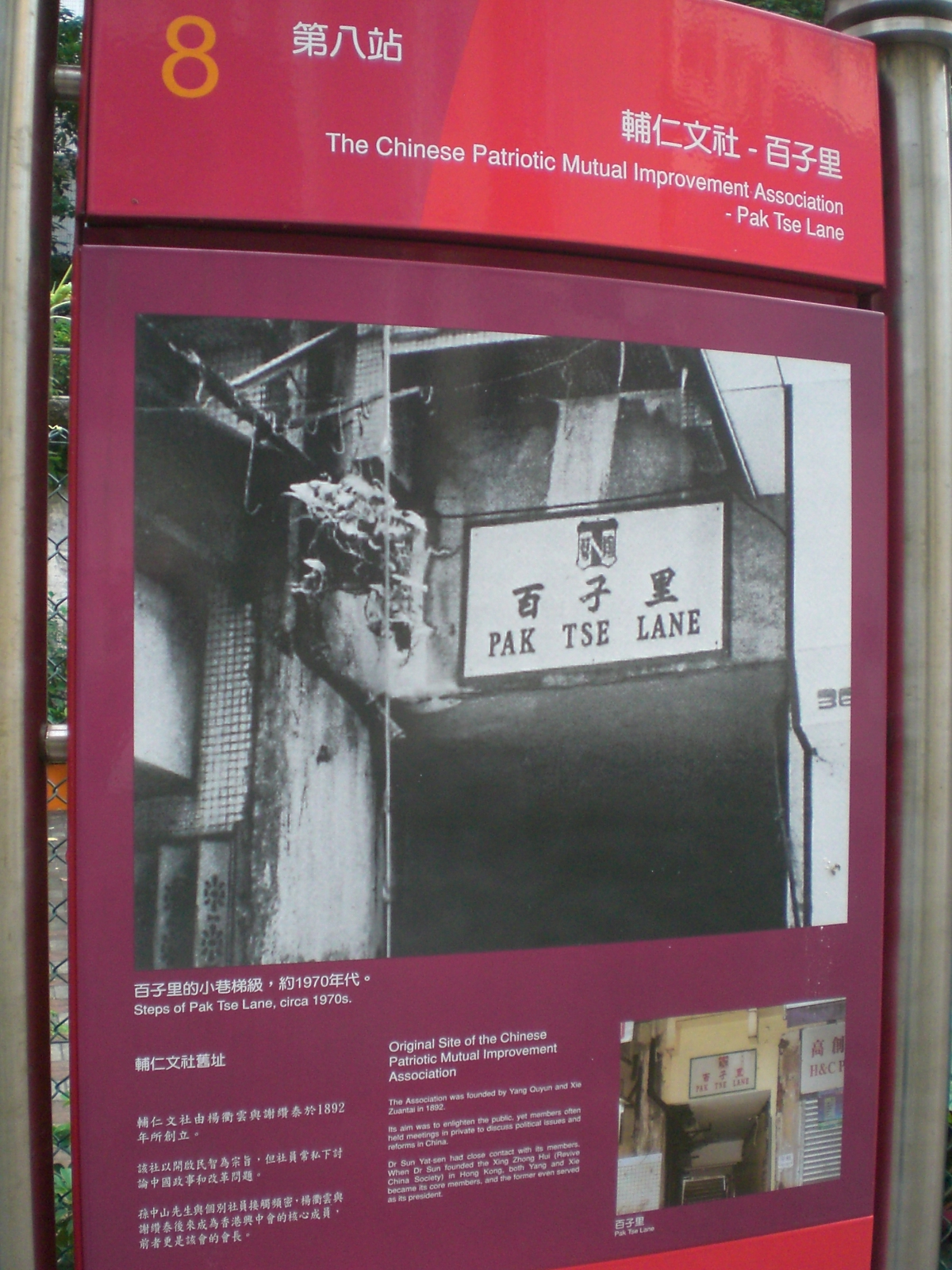
孫中山史蹟徑站牌
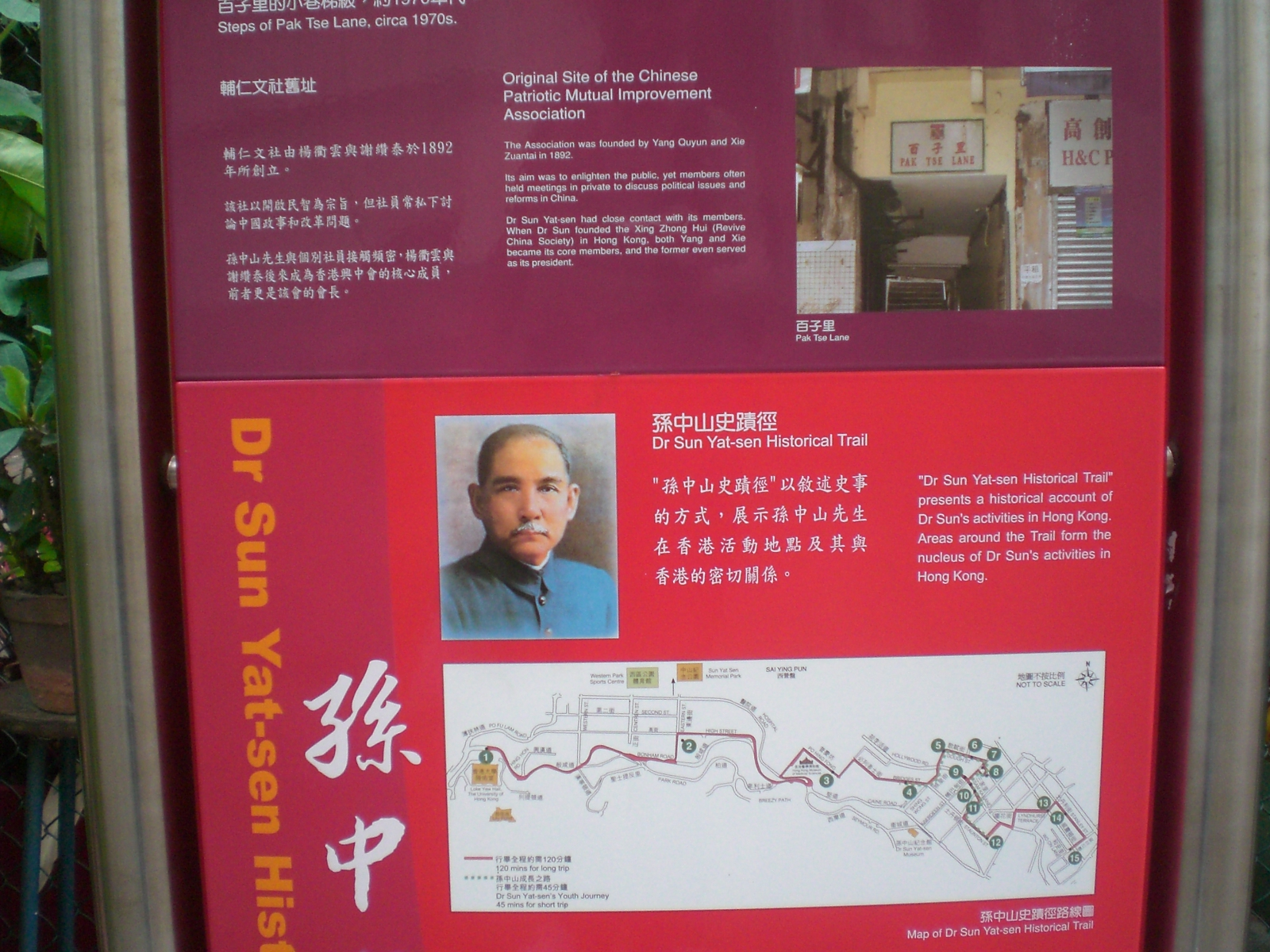
孫中山史蹟徑站牌

## 現況

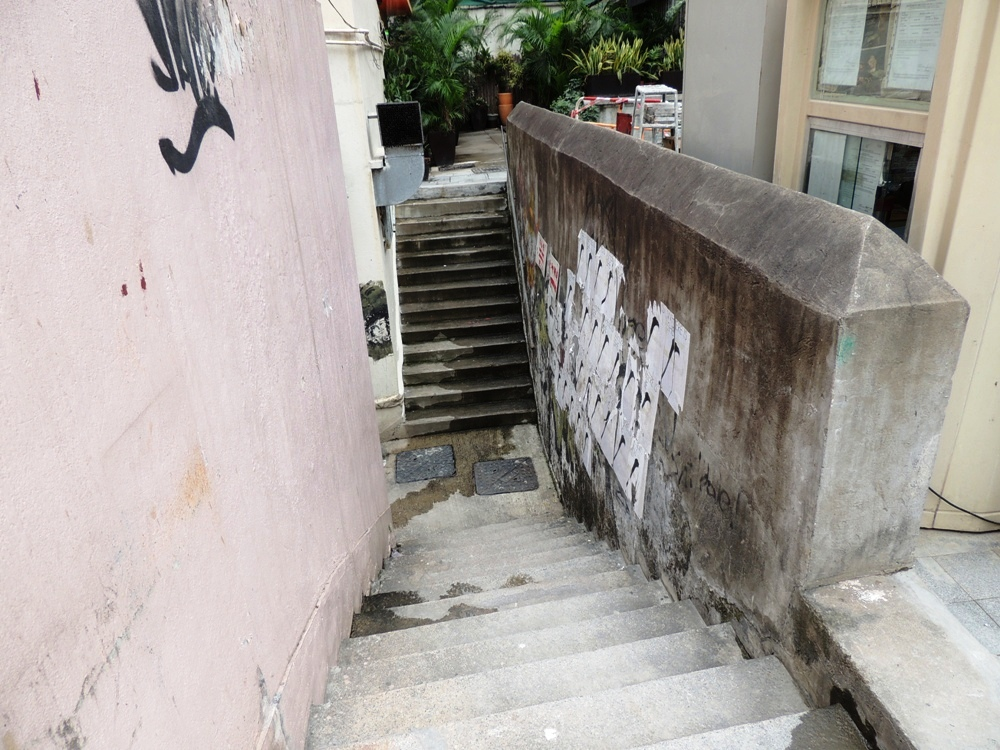
百子里

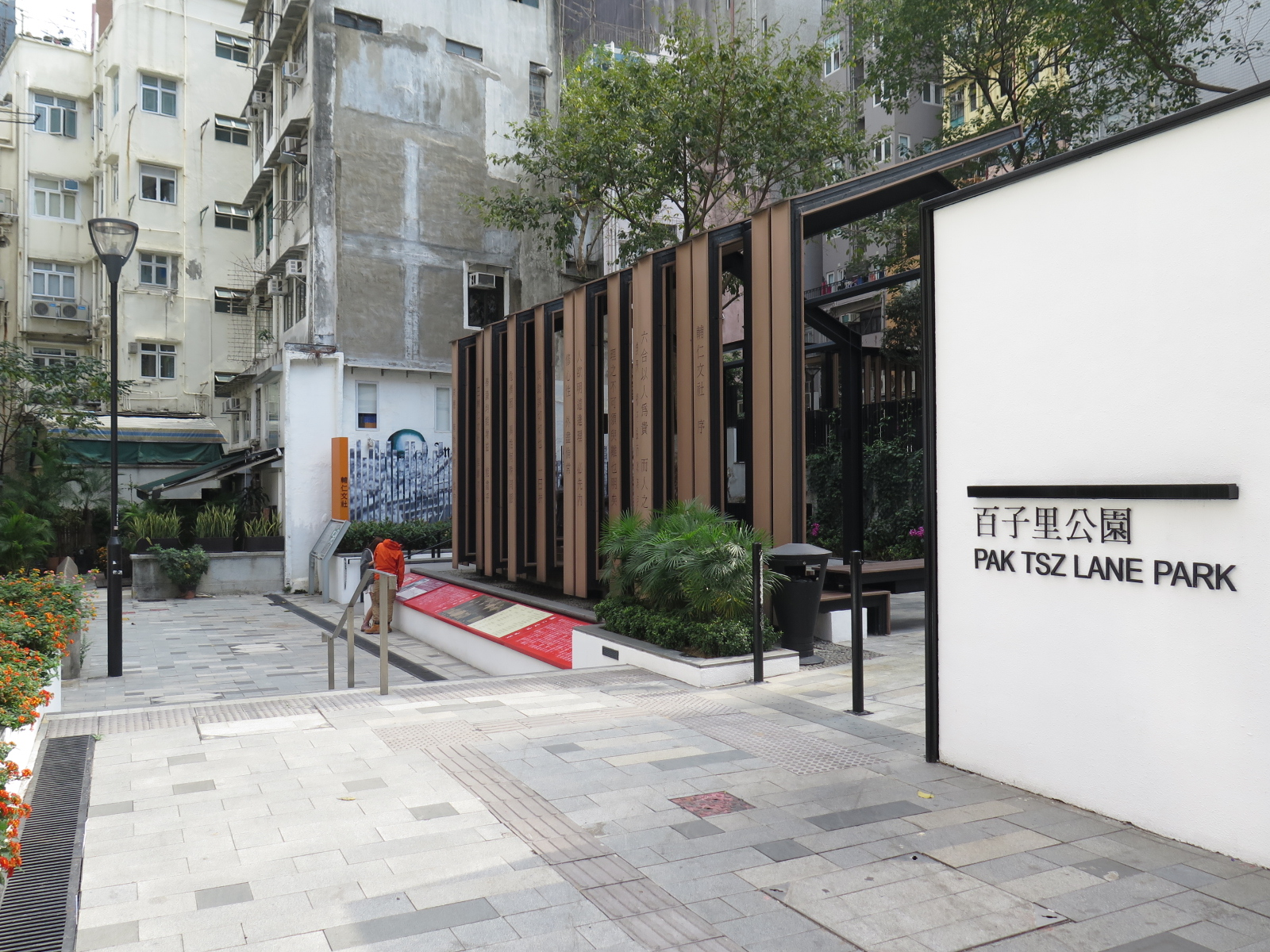
百子里公園

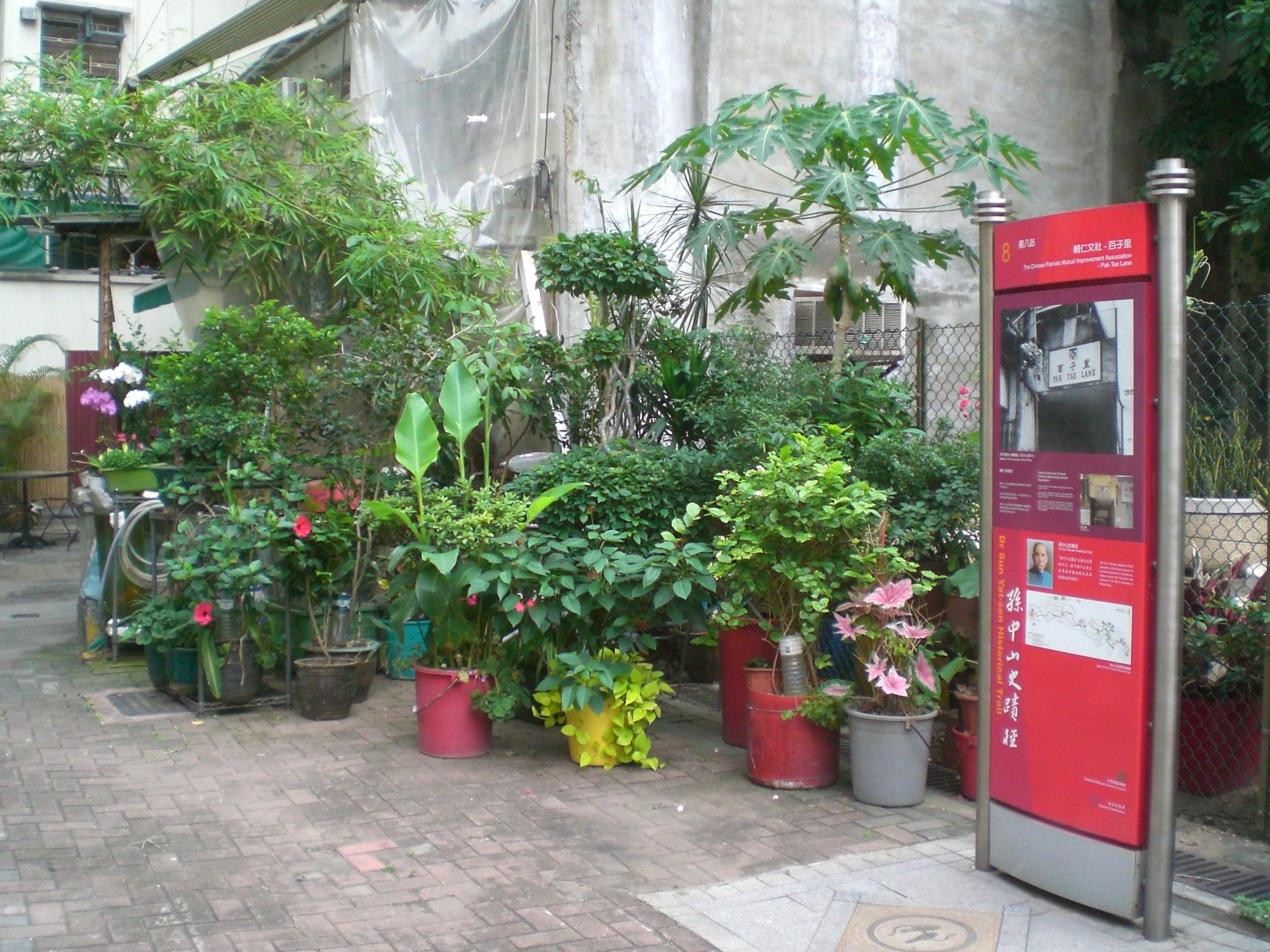
百子里孫中山史蹟徑站牌

百子里中央平台位置現已修繕成百子里公園（Pak Tsz Lane Park），與前述活化計劃大致相符，現址設「輔仁文社序」亭架及辛亥革命烈士塑像。

## 外部參考
- 孫中山史蹟徑第8站 （页面存档备份，存于）

22°17′00″N 114°09′11″E / 22.283324°N 114.153121°E